# Malthonea minima
Malthonea minima là một loài bọ cánh cứng trong họ Cerambycidae.